# Comté de Comanche (Kansas)
Pour les articles homonymes, voir Comté de Comanche.
Le comté de Comanche est l’un des 105 comtés de l’État du Kansas, aux États-Unis, à la frontière avec l’Oklahoma. Il a été fondé le 26 février 1867.
Siège et plus grande ville : Coldwater.

## Géolocalisation
|                            | Comté de Kiowa            |                 |
| Comté de Clark             | Comté de Comanche         | Comté de Barber |
| Comté de Harper (Oklahoma) | Comté de Woods (Oklahoma) |                 |